# Mohammed bin Nawwaf Al Sa'ud
Moḥammed bin Nawwāf Āl Saʿūd (in arabo محمد بن نواف بن عبد العزيز آل سعود‎?; Riad, 22 maggio 1953) è un principe e diplomatico saudita, membro della famiglia reale Āl Saʿūd.

## Primi anni di vita e formazione
Il principe Mohammed è nato il 22 maggio 1953 a Riad  ed è il figlio maggiore del principe Nawwaf bin Abd al-Aziz Al Sa'ud e di  Jawahir Al Alsheikh. Il principe è stato educato in un liceo della capitale. Ha poi conseguito un Bachelor of Science alla Edmund A. Walsh School of Foreign Service dell'Università di Georgetown e un Master of Public Administration alla John F. Kennedy School of Government dell'Università di Harvard. Attualmente è Presidente dell'Associazione degli alunni di Harvard dell'Arabia Saudita.

## Carriera
Mohammed bin Nawwaf ha lavorato come ricercatore nel dipartimento di relazioni internazionali presso la Commissione Reale per Jubail e Yanbu per due anni  prima di essere trasferito al ministero degli affari esteri  nel febbraio 1984. Lì ha lavorato nel gabinetto del ministro prima di essere promosso ispettore generale presso lo stesso dicastero.
Nel 1995, il principe Mohammed è stato nominato Ambasciatore in Italia e a Malta. Durante il suo mandato, nel 1998, è stato eletto presidente del consiglio di amministrazione del Centro culturale islamico d'Italia. È stato anche decano del Corpo degli ambasciatori arabi.
Nel dicembre 2005, il principe Mohammed è stato nominato ambasciatore nel Regno Unito e in Irlanda. È presidente della Società saudita-britannica di Londra e del Consiglio della fondazione dell'Accademia re Fahd. Nel maggio 2012 è stato invitato a un pranzo al castello di Windsor in occasione del giubileo di diamante di Elisabetta II, scatenando le critiche di diversi gruppi per i diritti umani.
È anche cronista dell'emittente televisiva Al Arabiya.

## Vita personale
Il principe Mohammed bin Nawwaf è sposato con la principessa Fadwa bint Khalid bin Abd Allah Al Sa'ud  e ha cinque figli. Sua moglie, è presidente onoraria dell'Associazione italiana delle donne arabe, fondata nel maggio 2002 da imprenditrici italiane e coniugi dei diplomatici sauditi in Italia.
Una delle sue figlie, Madawi, ha sposato Fahd bin Faysal bin Sa'ud bin Mohammed presso l'hotel The Dorchester di Londra il 24 gennaio 2009. Fahd bin Faysal è nipote di Itab bint Sultan, che era una delle figlie preferite del principe Sultan. Il principe Sultan ha organizzato una flotta di jet privati per portare 500 ospiti al banchetto, anche se lui stesso non vi ha potuto partecipare. Un figlio, il principe Mansour, è morto nel settembre 2009.
Mohammed bin Nawwaf è conosciuto per le sue abituali spese sontuose. Nel 2009, ha comprato un nuovo yacht lungo 65 metri (213 piedi), aggiungendolo alla sua flotta personale. È stato chiamato Nourah di Riyad ed è il più grande motoryacht costruito fino ad oggi in Turchia. L'imbarcazione presenta interni opulenti progettati da Donald Starkey con rubinetti e servizi igienici placcati in oro. Lo yacht si compone di sei cabine ospiti, degli alloggi per i 21 membri dell'equipaggio e delle 20 persone addette al servizio, una sala principale, una cabina per il capitano, una camera matrimoniale, una vasca idromassaggio, un cinema privato, 120 metri quadrati di solarium, una piattaforma per il nuoto, due ascensori e un eliporto.